# Museo de las Frisias
El Museo de las Frisias de la isla de Föhr (en alemán: Friesenmuseum der Insel Föhr), o simplemente Museo de las Frisias (Friesenmuseum; oficialmente en alemán, Dr.-Carl-Haeberlin-Friesenmuseum Wyk auf Föhr), es un museo etnográfico y de historia natural de la isla de Föhr, la segunda mayor de las islas Frisias septentrionales. El museo, dedicado a la historia de la isla –y de la región de Frisia del Norte y del mar de Frisia en general–, está ubicado en Wyk auf Föhr, único municipio de la isla y capital del distrito Föhr-Amrum.

## Historia
La fundación de un museo que se dedicara a la historia frisona septentrional fue iniciativa de Carl Haeberlin, médico e historiador nacido en India en el seno de una familia misionera protestante, quien en 1922 arribó a la isla de Föhr cruzando el mar del Norte. Ese mismo año fundó la Asociación de Historia Natural y Cultural de Föhr (Föhrer Naturwissenschaftlich-Kulturhistorischen Verein), de la que sería presidente vitalicio.
El Friesenmuseum se inauguró en 1908, contando con el apoyo de la asociación fundada por Haeberlin seis años atrás. Gran parte de las piezas exhibidas pertenecían a la colección de un tal «profesor Philippsen», oriundo de Utersum (una pequeña aldea al oeste de la isla), quien había recopilado objetos históricos de la isla durante años. En 1927 la dirección del museo honró a su fundador al incluir su nombre en el nombre oficial del museo, además de contar con un óleo representativo de Haeberlin, colocado en un punto céntrico de la exposición. En la guía de imágenes del museo, se honra su trabajo repasando su trayectoria con detalle.
Tras la muerte de Haeberlin en 1954, el museo recayó bajo la responsabilidad exclusiva de la asociación. Solo en 1981, con el objetivo de proteger el edificio y las colecciones, la gestión el museo pasó a manos del distrito de Nordfriesland, con sede en Husum, responsable del museo en la actualidad.
En 2008 el museo celebró el centenario de su fundación.

### Edificio y ubicación
El edificio del museo fue diseñado por el arquitecto hamburgués Heinrich Bomhoff, quien diseñó el museo en forma de una construcción frisia tradicional de ladrillos y techo de paja, muy común en Föhr y las islas aledañas. Las dos entradas a la propiedad están abovedadas por dos huesos de mandíbula de ballena (del mar del Norte).
En los años siguientes, Haeberlin –con sus incesantes actividades de coleccionismo e investigación– logró expandir el fondo museístico de tal alcance, que el edificio tuvo que ser ampliado varias veces, más concretamente en 1933, 1936 y 1951.
En 1927 consiguió reubicar la Villa Olesen (Haus Olesen), la más antigua de las casas de la isla que aún se mantenía en pie (datada de 1617), de su lugar original en Alkersum (una aldea en el centro de la isla) a Wyk, colocándola en una parcela de 10 000 m² de extensión adquirida por museo. La construcción sigue siendo un fiel modelo de una casa comunal frisona, donde personas y animales compartían espacio bajo el mismo techo.
En 1968 se incorporó un espacio adicional al edificio para albergar la extensa biblioteca del museo.
En 2000 se incorporó al museo un granero de grandes dimensiones traído de Midlum (en el centro de Föhr), donde se narran las costumbres locales y las actividades agrícolas en temporada de la trilla y el almacenamiento del grano, con una exhibición de máquinas y herramientas agrícolas usadas a lo largo de la historia de la isla.

## Colecciones
La colección del Museo de las Frisias ocupa un espacio museístico de 600 m², dividido en una docena de salas. Algunas secciones destacadas por su popularidad entre los visitantes son el área de navegación marítima y caza de ballenas en la primera planta, la exposición de folclore, célebre por sus tradicionales «trajes de Föhr», y la recién reformada sala de historia natural, con un nuevo diseño y dotada de divertidas animaciones.
El museo reúne varias secciones en el siguiente orden temático:
- Geología: hallazgos geológicos y fósiles de animales y plantas.
- Prehistoria: hallazgos en la isla de Föhr desde la Edad de Piedra.
- Animales, plantas, pesca y caza, con especial atención al mar de Frisia.
- Seebad Wyk: fotografías y modelos de los primeros días del spa de Wyk (parte de los Deutsche Nordseebäder) y sus dos siglos de historia.
- Artesanía y comercio: un taller de orfebrería completamente equipado, que incluye antiguas herramientas manuales.
- Navegación: modelos de barcos antiguos, pinturas, mascarones de proa, equipo y pertenencias de los capitanes, la caza de ballenas y una réplica completa de un camarote del capitán de uno de los barcos.
- Folclore regional (frisianismo): lengua, costumbres, tradiciones, vestimenta y joyas, vida doméstica y una recreación del comedor de una antigua casa frisona.
- Marejadas ciclónicas y diques.
- La gran emigración de Föhr a los Estados Unidos: fotos, utensilios, documentos y estadísticas.
- Escuela e iglesia: reconstrucción de edificios, azulejos, lápidas y decoraciones.
- La Casa Olesen: vida, mobiliario y herramientas típicas de Föhr.
- El granero de Mildum: todo sobre el trabajo rural.

## Actualidad
El museo recibe unas 30 000 visitas anuales.
Durante la pandemia de COVID-19 permaneció cerrado al público como parte de la política de las autoridades locales de prohibir la entrada de turistas en la isla.